# Nicholas Kurti
Nicholas Kurti FRS (em húngaro:  Kürti Miklós; 14 de maio de 1908 — 24 de novembro de 1998) foi um físico húngaro que viveu a maior parte de sua vida em Oxford, Reino Unido.
Como hobby, era um entusiasta de uma abordagem científica à culinária.